# Ceará
Ceará (wymowaⓘ [siaˈɾa]) – jeden z 26 stanów Brazylii położony w Regionie Północno-Wschodnim. Od zachodu graniczy ze stanem Piauí, od południa ze stanem Pernambuco, od wschodu ze stanami Paraíba i Rio Grande do Norte, północną granicę stanowi Ocean Atlantycki. Stolicą stanu jest Fortaleza.
W 2010 roku stan zamieszkiwało 8 452 381 osób; dla porównania, w 1970 było ich 4 440,3 tys. W 2014 roku stanowisko gubernatora stanu objął Camilo Santana.
Większość powierzchni jest wyżynno-górzysta (Wyżyna Brazylijska), na wybrzeżu występują niziny. Na większości obszaru klimat podrównikowy suchy, pora deszczowa trwa od października do grudnia. Roczna suma opadów waha się od 1600 mm na wybrzeżu po 400 mm w interiorze. Najwięcej opadów występuje od marca do maja. Średnie roczne temperatury wynoszą od 26 do 28 °C, w interiorze do 30–32 °C. Roślinność w interiorze rzadka, występuje caatinga.
W 1884 roku Ceará był pierwszym brazylijskim stanem, w którym uwolniono wszystkich niewolników, którzy w XVIII wieku zajmowali się pracą na plantacji trzciny cukrowej. Nadal jest ona uprawiana, ale straciła na znaczeniu. Poza nią w Ceará uprawia się bawełnę, nanercze, maniok jadalny, kopernicję – z której pozyskuje się karnaubę, Licania rigida (złotośliwowate; z L. rigida wytwarzany jest olej), owoce i warzywa; występuje hodowla bydła. Do zasobów naturalnych stanu należy miedź, mangan, wapień i gips, dawniej także beryl i tytan (lata 70. XX wieku).

## Miasta
Największe miasta w stanie Ceará według liczby mieszkańców (stan na 2013 rok):
| L.p. | Miasto            | Liczba ludności |
| ---- | ----------------- | --------------- |
| 1.   | Fortaleza         | 2 551 806       |
| 2.   | Caucaia           | 344 936         |
| 3.   | Juazeiro do Norte | 261 289         |
| 4.   | Maracanaú         | 217 922         |
| 5.   | Sobral            | 201 103         |
| 6.   | Crato             | 129 591         |
| 7.   | Itapipoca         | 122 220         |
| 8.   | Maranguape        | 120 405         |
| 9.   | Iguatu            | 100 053         |
| 10.  | Quixadá           | 83 990          |